# 斯韋爾德洛瓦島
斯韋爾德洛瓦島是俄羅斯的島嶼，屬於北地群島的一部分，位於十月革命島東北約500米的喀拉海，由克拉斯諾亞爾斯克邊疆區負責管轄，長3.5公里、寬2公里，最高點海拔高度65米，島上無人居住。